# Арктик (колёсный пароход)
«Арктик» (англ. SS Arctic) — колёсный пароход компании «Коллинз Лайн» (англ. Collins Line), выполнявший трансатлантические и почтовые рейсы в 1850-х годах. Судно было построено с привлечением субсидий от правительства США с целью создания конкуренции британской компании «Кунард Лайн» в сфере трансатлантических перевозок. В сентябре 1854 года, на пути из Ливерпуля в Нью-Йорк, «Арктик» столкнулся в тумане с французским пароходом «Веста» у побережья Ньюфаундленда и, спустя 4 часа, затонул. Общая вместимость шлюпок «Арктика» составляла около 180 человек, чуть меньше половины количества людей на борту; шлюпки были спущены в атмосфере паники и беспорядка, а принцип «сначала женщины и дети» был попросту проигнорирован. Из 400 человек на борту (250 пассажиров, 150 человек команды), 24 пассажира мужского пола и 61 член экипажа выжили, все женщины и дети погибли.

## Предыстория
Первой компанией, выполнявшей постоянные трансатлантические рейсы, была британская «Кунард Лайн», работавшая с 4 июля 1840 года. Будучи ещё и основным почтовым перевозчиком, «Кунард Лайн» получала дотации как от британского правительства, так и от управления почтовой службы США. Множество американцев тогда считали, что выгоду от дотаций должна получать своя, американская компания-перевозчик. Таким образом, в 1845 году Главный почтмейстер США инициировал тендер среди морских перевозчиков на право получать дотации от правительства на выполнение пассажирских и почтовых рейсов между США и Европой, в котором 3 марта 1847 года победил Эдвард Коллинз, в результате основавший Mail Steamship Company, впоследствии известную как Colllins Line, и начавший строительство пароходов.

## Постройка и спуск на воду
Судостроительной компании The William H. Brown and the Jacob Bell shipyards был предоставлен подряд на строительство двух больших деревянных колёсных пароходов для использования последних на почтовых рейсах 2 раза в месяц. Размер дотаций от правительства США на проект составлял от 385 тысяч долларов в год; кроме того, интерес правительства к этому проекту заключался также и в том, что пароходы будут иметь и военное назначение — поэтому они были спроектированы так, чтобы с минимальными затратами времени и сил могли бы быть переоборудованы под военные нужды. «Арктик», спроектированный Джорджем Стирзом, был третьим из четырёх пароходов после «Атлантика» и «Пасифика» и самым большим из всех. Судно имело в длину 87 метров и объём в 2856 регистровых тонн, измеренных таможенной палатой США; 2 паровые машины стоимостью 250 тысяч долларов (при общей стоимости постройки судна в 700 тысяч) в 1000 л.с. каждая, приводили во вращение колёса парохода со скоростью до 16 оборотов в минуту. Корпус «Арктика» не был разделён на отсеки водонепроницаемыми переборками, что позже сыграло роковую роль. Судно было спущено на воду 28 января 1850 года с верфи в Нью-Йорке при огромном стечении толпы.

## Гибель
27 сентября 1854 года, на пути из Ливерпуля в Нью-Йорк, «Арктик» столкнулся в тумане с французским пароходом «Веста», намного меньшим судном, в 50 милях от побережья Ньюфаундленда. Первой мыслью капитана было предоставить помощь повреждённой «Весте», находящейся под угрозой затопления. Но после того, как ему доложили, что его собственный корабль получил пробоину ниже ватерлинии, он решил идти к ближайшему берегу. Попытки устранить течь были безуспешны, а «Арктика», не имевшего водонепроницаемых переборок, неуклонно заполнялся водой. Топки парохода постепенно залило водой и как паровые машины, так и паровые водоотливные помпы остановились, когда пароход был ещё далеко от берега. В соответствии с морскими правилами того времени, на борту «Арктика» было 6 спасательных шлюпок общей вместимостью приблизительно 180 человек. Шлюпки были спущены на воду, но паника и низкая дисциплина экипажа привели к тому, что места в шлюпках были заняты в основном самими членами экипажа и наиболее физически сильными пассажирами, среди которых был французский посол герцог де Грамон, который прыгнул за борт прямо в одну из последних спущенных шлюпок. Оставшиеся на борту гибнущего судна сооружали самодельные плоты или погибли, оставшись на борту. В отличие от своей команды, капитан не покинул корабль, но, несмотря на это, выжил. В то же время «Веста», получившая очень сильные повреждения носовой части, осталась на плаву благодаря водонепроницаемой таранной переборке и сбросу балласта и смогла с огромным трудом добраться до Сент-Джонса на Ньюфаундленде.
Две из шести шлюпок «Арктика» добрались до побережья, и ещё одна была подобрана проходящим мимо пароходом, который также спас несколько выживших на самодельных плотах. Среди них был капитан, который выбрался на поверхность после того, как судно пошло ко дну. Он спасся, зацепившись за обломки деревянного кожуха колеса парохода, и продержался таким образом два дня. Оставшиеся три шлюпки исчезли без следа.
В итоге погибло более 300 человек; 85 выжили, включая 61 члена экипажа и 24 пассажиров мужского пола. Все дети и женщины погибли, среди них была жена и двое детей хозяина линии Эдварда Коллинза. Также погиб британский архитектор, художник, археолог и путешественник-исследователь, один из основателей майянистики Фредерик Кезервуд.

## Последствия
Плохо развитая сеть телеграфа в то время привела к тому, что вести о гибели «Арктика» достигли Нью-Йорка только спустя 3 недели после катастрофы. После того, как общественности стали известны все обстоятельства катастрофы, публичная скорбь быстро переросла в публичное осуждение трусости экипажа и ненадлежащего исполнения им своего долга. Хотя некоторые газеты настаивали на расследовании обстоятельств катастрофы, никто не был задержан и призван к ответу за свои действия. Предложения законодательно увеличить вместимость спасательных средств в соответствии с количеством людей на судах (а не с водоизмещением) так и не были рассмотрены вплоть до гибели «Титаника» в 1912 году. Реабилитированный в глазах общественности капитан ушёл в отставку, часть членов экипажа так и не вернулась в США. «Коллинз Лайн» продолжила свою работу, пока морские потери и банкротство не привели к её закрытию в 1858 году. На Гринвудском кладбище Бруклина в Нью-Йорке на средства «Коллинз лайн» и её партнёров был воздвигнут памятник погибшим в крушении. Тела погибших не были подобраны.